# آذربایجان واحد

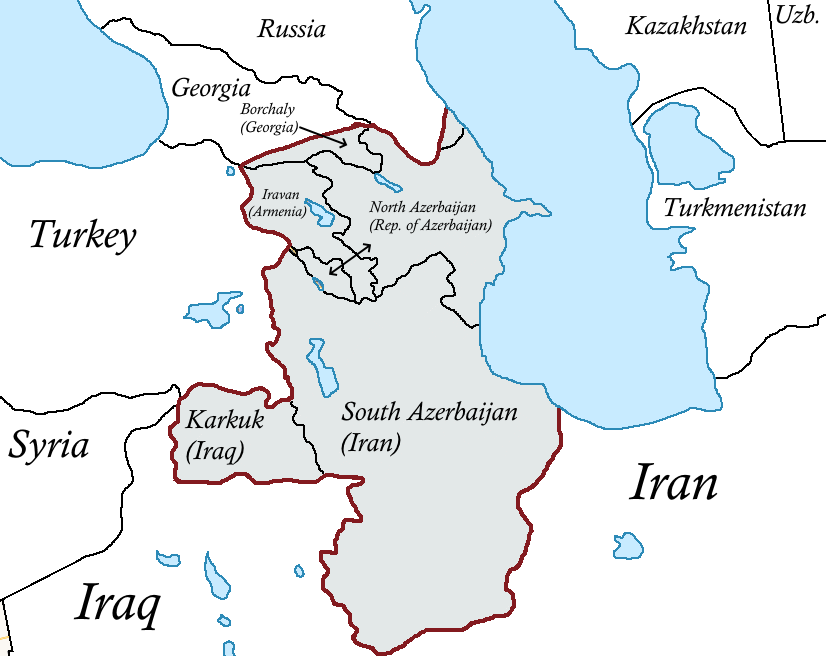
نقشۀ ادعایی آذربایجان واحد، بنابر ادعای تاریخنگار آذربایجانی عدالت طاهرزاده

نقشهٔ مناطقی که در آن‌ها به زبان ترکی آذربایجانی صحبت می‌شود، شامل استان‌های آذربایجان شرقی، اردبیل، زنجان و بخش‌هایی از آذربایجان غربی در ایران

آذربایجان واحد (به ترکی آذربایجانی: Bütöv Azərbaycan)، یک اندیشه بازپیوندخواهی برای یکپارچه‌سازی و اتحاد سرزمین‌های آذربایجان با جمهوری آذربایجان است.
دو عدد از بزرگترین شهر های آن عبارت است از 
باکو و تبریز.(Bakı və Təbriz)
و بقیه شهر های آن عبارت است از اردبیل، اورمیه ، ماکو، خوی، زنجان ، آستارا ، قزوین و ....

## تاریخچه
اندیشه آذربایجان واحد در سال ۱۹۹۱ توسط پیروز دیلنچی تدوین شد و در سال ۱۹۹۲ توسط رئیس‌جمهور آذربایجان، ابوالفضل الچی‌بیگ، تعریف شد.
در سال ۱۹۹۷ کتاب الچی‌بیگ با عنوان «در راه آذربایجان واحد» توسط انتشارات Ecdâd در آنکارا منتشر شد.

## سرحدها
اگرچه مرزهای آذربایجان واحد به‌طور دقیق مشخص نشده‌است، اما برخی از موافقان آن را شامل مناطق زیر می‌دانند:
- آذربایجان جنوبی -  استان‌های آذربایجان شرقی، آذربایجان غربی، اردبیل و زنجان
- آذربایجان غربی -  بیشتر سرزمین‌ها
- منطقه دربند -  منطقه دربند، جمهوری داغستان
- منطقه بورچالی -  قسمتی از استان کومو کارتلی